# Смолярня (Могилёвский район)
Смолярня (бел. Смалярня) — деревня в составе Семукачского сельсовета Могилёвского района Могилёвской области Республики Беларусь.

## Население
- 1999 год — 12 человек
- 2010 год — 5 человек